# Molotov Movement
Molotov Movement, forkortet Molo, er en dansk hiphop-gruppe, der blev dannet i 2014.
Den består af rapperne Gilli, Benny Jamz og MellemFingaMuzik (Stepz & Branco). De har alle tidligere medvirket på flere af hinandens udgivelser.
Gilli og Benny Jamz har medvirket i en dansk såkaldt ghettofilm, Ækte vare, hvor andre rappere og skuespillere også medvirkede.
Molo udgav den 16. juni 2018 en EP'en M.O.L.O., der består af 6 sange og én intro.

## Diskografi
Molo
Singler:
- 2016: Udenfor
- 2016: Nu
- 2017: Bølgen
- 2017: Skejsen
- 2017: Dedikeret
- 2017: Stilen lagt
- 2018: LIV$TIL
- 2018: Safari

EP:
- 2018: M.O.L.O.